# 유아사 겐
유아사 겐(湯浅謙, 1916년 10월 23일~2010년 11월 2일)은 일본의 내과 전문의이다.
사이타마현에서 개업 중이었던 의사의 차남으로 태어나 1921년 도쿄부 주오구 교바시에 이주하였다. 1923년 도쿄구 주오구에 소재한 메이쇼 소학교에 입학한지 얼마 안되어 관동대지진에 의해 안구에 전선사고를 당해 중상을 입었다. 1934년 도쿄 지케이카이 의과대학에 입학하여 1941년 학사학위를 취득하였다. 그 후 도쿄 고마고메 병원 내과의로 근무하던 중 징병검사를 받아 제1을종합격하였고 단기 현역 군의관에 지원하여 아사이카와 보병 제28연대에 입대하였다. 2여개월간의 신임 장교 교육이 끝나고 일본 제국 육군 군의관 중위로 임관하였다. 한달 뒤 1942년 중화민국 산시성 루안부(지금의 창즈시)의 루안 육군병원에 유행병과 병리검사실 부군의관으로 부임 근무하였다. 근무 중에 팔로군 병사들의 신체를 해부하였다. 이후 타이위안 육군병원에서 근무 중 제2차 세계대전이 종전되었다.
종전 후에도 고국으로 돌아가지 않고 타이위안에 의사단원으로서 잔류된 일본인들을 타이위안 공제병원에서 의료관리하였다. 1947년 타이위안 우편국 보험과장의 둘째 딸 게이코(啓子)와 혼인하였다. 둘 사이에 두명의 자식을 낳았다. 1949년 중국 인민해방군이 타이위안을 점령하고 중화인민공화국 정부의 명령으로 유아사는 타이위안성립 병원에서 근무하게 되었다.
1951년 허베이성 융녠 현 포로수용소에서 포로로 수감되었으며 이듬해에는 전범으로 인정되어 타이위안 감옥에 구치되었다. 1956년 기소면제로 석방되어 고국으로 귀국하였다. 한달 뒤 유아사는 자신의 폐결핵 치료를 위해 도쿄 적십자병원에 입원하였다. 구치생활의 영향으로 반년후 모교 내과에서 재연수를 받았다.
2010년 심부전으로 인해 향년 94세의 나이로 사망하였다.

## 같이 보기
- 마키노 아키라
- 일본이 저지른 전쟁 범죄
- 731부대